# Carmine Giovinazzo
Carmine Giovinazzo, född 24 augusti 1973 i Port Richmond på Staten Island i New York, är en amerikansk skådespelare känd för Black Hawk Down men mest för sin roll Danny Messer i CSI: New York. Han har även varit med i CSI: Crime Scene Investigation. Han var gift med skådespelerskan Vanessa Marcil.